# Maciejów Śląski
Maciejów Śląski – dawna wąskotorowa stacja kolejowa w Gliwicach, w województwie śląskim, w Polsce. Stacja była zlokalizowana w kilometrze 13,74 linii Bytom Karb Wąskotorowy - Markowice Raciborskie Wąskotorowe i w kilometrze 18,76 linii Bytom Karb Wąskotorowy - Maciejów Śląski. Została otwarta w 1895 roku przez KPEV, zamknięta w 1996 roku i zlikwidowana w 1999 roku.